# زرج أباد
زرج‌ أباد هي قرية في مقاطعة كوثر، إيران. عدد سكان هذه القرية هو 1,127 في سنة 2006.